# Lutjeswaard
Lutjeswaard is een zandplaat in de Waddenzee, ten noorden van Den Oever in de gemeente Hollands Kroon. De plaat ligt op 18 kilometer afstand van Den Helder. Op 25 september 1996 stortte de DC-3 PH-DDA neer op de Lutjeswaard, waarbij alle 32 inzittenden om het leven kwamen.